# 周嘉宁
周嘉宁（1982年2月16日—），生于上海， 复旦大学中文系现当代文学专业研究生硕士，中国当代小说家、翻译。她同时也是张悦然主编之《鲤》系列文学杂志的文字总监。

## 作品

### 长篇小说
- 《陶城里的武士四四》（浙江文艺出版社，2003年）
- 《夏天在倒塌》（春风文艺出版社，2004年）
- 《女妖的眼睛》（上海人民出版社，2004年）
- 《往南方岁月去》（春风文艺出版社，2006年）
- 《天空晴朗晴朗》（明天出版社，2007年）
- 《荒芜城》（上海人民出版社，2013年）
- 《密林中》（广西师范大学出版社，2015年）

### 中短篇集
- 《流浪歌手的情人》（东方出版中心，2003年）
- 《杜撰记》（春风文艺出版社，2006年）
- 《撒谎精的时光宝盒》（明天出版社，2007年）
- 《最后一次忘记你》（浙江少儿出版社，2007年）
- 《我是如何一步步毁掉我的生活的》（中信出版社，2014年）
- 《基本美》（广西师范大学出版社，2018年）
- 《再见日食》（2019）
- 《浪的景观》（ 上海文艺出版社，2022年）
- 《明日派对》（2022）[3]

### 翻译
- 《写在身体上》（新星出版社，2011年）
- 《没有人比你更属于这里》（重庆大学出版社，2013年）
- 《红丝带》（重庆大学出版社，2014年）
- 《美好的事物无法久存》（上海文艺出版社，2015年）
- 《玉米少女》（译林出版社，2015年）
- 《好人难寻》（人民文学出版社，2016年）
- 《我年轻时的朋友》（译林出版社，2018年）
- 《第一个坏人》（广西师范大学出版社，2018年）
- 《夜色温柔》（江苏凤凰文艺出版社，2019年）
- 《真相四部曲》（中信出版，2020年）